# Diocese de Burlington
A Diocese de Burlington (Dioecesis Burlingtonensis) é uma circunscrição eclesiástica da Igreja Católica sediada em Burlington, localizada no estado norte-americano de Vermont. Compreende todo o território desse estado da Nova Inglaterra. Foi erigida em 29 de julho de 1853, pelo Papa Pio IX, sendo desmembrada da Diocese de Boston, da qual se tornou sufragânea após sua elevação. Seu atual bispo é John Joseph McDermot e sua sé episcopal é a Catedral de São José.
Possui 74 paróquias assistidas por 135 sacerdotes e cerca de 19% da população jurisdicionada é batizada.

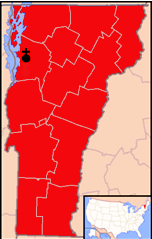
Área territorial da Diocese de Burlington.

## Prelados
|                 | Nome                    | Período   | Notas                                   |        |
| Bispos          | Bispos                  | Bispos    | Bispos                                  | Bispos |
| --------------- | ----------------------- | --------- | --------------------------------------- | ------ |
| 11º             | John Joseph McDermott   | 2024-     | Atual                                   |        |
| 10º             | Christopher James Coyne | 2015–2023 | Nomeado Arcebispo coadjutor de Hartford |        |
| 9°              | Salvatore Ronald Matano | 2005–2014 | Nomeado Bispo de Rochester              |        |
| 8º              | Kenneth Anthony Angell  | 1992–2005 |                                         |        |
| 7º              | John Aloysius Marshall  | 1971–1991 | Nomeado Bispo de Springfield            |        |
| 6°              | Robert Francis Joyce    | 1956–1971 |                                         |        |
| 5º              | Edward Francis Ryan     | 1944–1956 |                                         |        |
| 4º              | Matthew Francis Brady   | 1938–1944 | Nomeado Bispo de Manchester             |        |
| 3°              | Joseph John Rice        | 1910–1938 |                                         |        |
| 2º              | John Stephen Michaud    | 1899–1908 |                                         |        |
| 1º              | Louis de Goesbriand     | 1853–1899 |                                         |        |
| Bispo coadjutor |                         |           |                                         |        |
|                 | Salvatore Ronald Matano | 2005      |                                         |        |
|                 | John Stephen Michaud    | 1892-1899 |                                         |        |
| Bispo auxiliar  |                         |           |                                         |        |
|                 | Robert Francis Joyce    | 1954-1956 | elevado a Bispo                         |        |